# Shannon (Einheit)
Shannon (abgekürzt Sh) ist die nach dem amerikanischen Mathematiker und Begründer der Informationstheorie Claude Elwood Shannon benannte Einheit für den Informationsgehalt einer Nachricht.
Die Einheit Shannon ist identisch mit der in der Realität häufiger verwendeten Einheit Bit (großgeschrieben – im Gegensatz zu bit, das ein binäres Symbol bezeichnet).

## Definition
Ein Shannon (1 Sh) ist eine Einheit für das Maß an Information in einer Nachricht. Dabei wird die Nachricht durch eine Zeichenmenge {\displaystyle Z=\{z_{1},z_{2},\dots ,z_{S}\}} sowie durch die Wahrscheinlichkeiten pi, mit denen die einzelnen Zeichen in der Nachricht auftauchen, beschrieben. Eine solche Nachricht besitzt nach Definition den folgenden, in Shannon gemessenen, Informationsgehalt von
{\displaystyle \mathrm {H} =-\sum _{i}{p_{i}\cdot \log _{2}p_{i}}\ {\text{Sh}}}
Die Einheit Sh ergibt sich aus der von Claude Shannon begründeten Informationstheorie und entspricht der Entropie der betreffenden Nachrichtenquelle und in der Biometrie dem Shannon-Index einer Population unterschiedlicher Spezies.

## Beispiele
- Das einfachste Beispiel: Eine einmalige Nachricht aus dem Zeichenvorrat {\displaystyle Z=\{0,1\}}, wobei beide Zeichen mit der Wahrscheinlichkeit von je 0,5 auftreten, hat den Informationsgehalt {\displaystyle -{\frac {1}{2}}\;\log _{2}\!\left({\frac {1}{2}}\right)-{\frac {1}{2}}\;\log _{2}\!\left({\frac {1}{2}}\right)=-\log _{2}\!\left({\frac {1}{2}}\right)=\log _{2}(2)=1\,{\text{Sh}}}.

- Wenn der Zeichenvorrat aus zehn Zeichen, etwa {\displaystyle \{0,1,2,3,4,5,6,7,8,9\}} besteht, wobei wieder alle Zeichen mit gleicher Wahrscheinlichkeit auftreten, dann beträgt der Informationsgehalt {\displaystyle \textstyle -\log _{2}\left({\frac {1}{10}}\right)=\log _{2}(10)\approx 3{,}322\ \mathrm {Sh} }. Das kann man so interpretieren, dass man auf jeden Fall mit einer 4-bit-Kodierung auskommt, um solche Nachrichten zu übertragen (dies wird etwa durch den BCD-Code realisiert), dass dabei aber noch Redundanz vorhanden ist. Beim BCD-Code äußert sich diese Redundanz so, dass von den 16 unterschiedlichen Zeichen, die mit diesem Code dargestellt werden können, nur 10 wirklich auftreten.

## Normung
Begriffsfestlegungen zu Einheiten des Entscheidungsgehalts in der Informationstheorie findet man in den internationalen Normen IEC 60027-3 und ISO 2382-16. Dort ist neben der auf dem Logarithmus zur Basis 2 beruhenden Einheit Shannon noch das auf dem Zehner-Logarithmus beruhende Hartley (Einheitenzeichen: Hart) und die auf dem natürlichen Logarithmus beruhende natürliche Informationseinheit (Einheitenzeichen: nat) erklärt.

„Der Versuch der International Organization for Standardization (ISO) 1975 die Einheit Bit durch die Shannon-Einheit zu ersetzen, […] war rückblickend betrachtet nicht sehr erfolgreich.“